# (2800) Ovidius
(2800) Ovidius es un asteroide perteneciente al cinturón de asteroides descubierto el 24 de septiembre de 1960 por Ingrid van Houten-Groeneveld, Cornelis Johannes van Houten y Tom Gehrels desde el observatorio del Monte Palomar, Estados Unidos.

## Designación y nombre
Ovidius se designó al principio como 4585 P-L.
Más adelante, en 1990, fue nombrado en honor del poeta romano Ovidio (43 a. C.-17).

## Características orbitales
Ovidius orbita a una distancia media de 3,144 ua del Sol, pudiendo alejarse hasta 3,617 ua y acercarse hasta 2,671 ua. Tiene una excentricidad de 0,1503 y una inclinación orbital de 3,084 grados. Emplea 2036 días en completar una órbita alrededor del Sol.

## Características físicas
La magnitud absoluta de Ovidius es 12,6.